# Raffaele Carrieri
Raffaele Carrieri (Taranto, 23 febbraio 1905 – Pietrasanta, 14 settembre 1984) è stato uno scrittore, poeta e critico d'arte italiano.

## Biografia
A quattordici anni abbandonò la città natale e viaggiò in Albania, Montenegro e altri paesi balcanici, vivendo di lavori occasionali. Ancora giovanissimo partecipò all'Impresa di Fiume organizzata da Gabriele D'Annunzio, durante la quale rimase ferito. Trascorse la convalescenza a Taranto, per poi imbarcarsi come marinaio su bastimenti mercantili, il che gli diede occasione di conoscere numerosi porti del Mediterraneo, europei e nord-africani.
Tornato in Italia fu per due anni gabelliere a Palermo. Da questa esperienza prenderà vita la sua raccolta poetica di esordio, Il lamento del Gabelliere, che verrà pubblicata a Milano nel 1945. 
Nel 1923 si stabilisce a Parigi dove riesce ad entrare in contatto con importanti intellettuali d'avanguardia. Nel 1930, forte delle conoscenze accumulate in Francia, si stabilisce a Milano e comincia a lavorare come critico d'arte per numerose testate giornalistiche, tra le quali il Corriere della Sera.
Sarà questa un'attività che lo vedrà impegnato per tutta la vita. Carrieri pubblicherà anche numerose monografie di successo dedicate a grandi artisti contemporanei: Amedeo Modigliani, Pablo Picasso, Blaise Cendrars, Massimo Campigli, Mario Tozzi, Salvatore Fiume, Renato Guttuso, Domenico Cantatore e di poeti e intellettuali tra cui l'esule armeno Hrand Nazariantz. A essa, nel dopoguerra, affiancherà quella di poeta, pubblicando una serie di componimenti che gli varranno il generale apprezzamento della critica e numerosi riconoscimenti;  tra gli altri, nel 1953, il premio Viareggio per il volume Il trovatore.
Si spense nel 1984 a Camaiore, dove si era ritirato da alcuni anni.

## Opere
- Scoperta di Eva, Istituto Editoriale Nazionale, Milano, 1930
- Turno di notte, Giuseppe Morreale Editore, Milano, 1931
- Fame a Montparnasse, Bietti, Milano, 1932
- Poemetto a Campigli, Cavallino, Venezia 1942
- Lamento del gabelliere, litografie originali di Massimo Campigli, Toninelli, Milano 1945
- Souvenir caporal, Mondadori, Milano 1946
- Brogliaccio, poesia e prosa, Toninelli, Milano 1947
- Forme, Milano-Sera Editrice, Sesto S. Giovanni, 1949
- La civetta, Mondadori, Verona, 1949
- Brogliaccio, prefazione di M. Praz, 24 disegni nel testo, Milano -Sera Editrice, Milano, 1950
- Settentrione, 77 disegni di E. Treccani, Ediz. d'Arte Moneta, Milano 1951
- Il trovatore, con un saggio di G. Ravegnani, Mondadori, Milano 1953
- Calepino di Parigi, con disegni di O. Tamburi, Scheiwiller, Milano  1954
- Se ne vanno i cavalli, con 14 incisioni su linoleum di G. L. Giovanola, Epi, Milano 1954
- Il cigno lanciere, con uno scritto di E. Emanuelli, geroglifici di Campigli, Schwarz Editore, Milano, 1955
- Ballata del povero emiro, Scheiwiller, Milano 1955
- Blu turco, con 6 disegni di Gentilini, Cavallino, Venezia 1956
- Sei fioretti per le stagioni, tavole a colori di E. Cioni, Lucini, Milano 1956
- El cigarillo, 12 poesie di Carrieri e 21 tavole di Domenico Cantatore, Scheiwiller, Milano 1956
- Canzoniere amoroso, Mondadori, Verona, 1958
- La giornata è finita, Mondadori, Verona, 1963
- Io che sono cicala (1967)
- La formica Maria (1967)
- Stellacuore (1970)
- Le ombre dispettose, Mondadori, Vicenza, 1974
- Il venditore di ventagli (1975)
- Il grano non muore, introduzione di Luigi Cavallo, con uno scritto di Mario Praz, Mondadori, Vicenza, 1983
- Mélusine a cura di Aglauco Casadio. Ed. Della Cometa, Roma (1989)
- Fame a Montparnasse a cura di Antonio Lucio Giannone, Musicaos Editore, Neviano (2022)
- Un doppio limpido zero. Poesie scelte 1945-1980, a cura di Stefano Modeo, Interno Poesia, Latiano (2023)